# Phobocampe flavipes
Phobocampe flavipes är en stekelart som först beskrevs av Léon Abel Provancher 1874.  Phobocampe flavipes ingår i släktet Phobocampe och familjen brokparasitsteklar. Inga underarter finns listade i Catalogue of Life.